# إم تي إس تركمانستان
إم تي إس تركمانستان (بالتركمانية: MTS Türkmenistan)‏ هو مشغل للهاتف المحمول في تركمانستان. وهي مملوكة بالكامل من قبل شركة إم تي إس الروسية. اعتباراً من عام 2013، بلغ عدد مشتركيها 1.89 مليون مشترك. في حين بلغ عدد مشتركي منافسه ألتين أسير 3.5 مليون مشترك.

## خلفية الشركة
في 25 يوليو 2012، وقَّعت شركة إم تي إس تركمانستان اتفاقية مع شركة تركمانتليكوم في وزارة الاتصالات التركمانية بهدف دفعها 30٪ شهرياً من صافي أرباحها من العمليات في تركمانستان إلى تركمانتليكوم. وكان هذا الاتفاق سارياً لمدة خمس سنوات ويمكن تمديده خمس سنوات أخرى مع بعض الشروط. كما مُنِحت الشركة تراخيص جي إس إم وجيل ثالث لمدة ثلاث سنوات.

## عدد المشتركين
| التاريخ     | المشتركين |
| ----------- | --------- |
| مارس 2006   | 90,000    |
| ديسمبر 2007 | 360,000   |
| ديسمبر 2008 | 930,000   |
| ديسمبر 2009 | 1,760,000 |
| ديسمبر 2010 | 2,420,000 |
| سبتمبر 2012 | 850,000   |
| ديسمبر 2012 | 1,440,000 |
| مارس 2013   | 1,890,000 |

## وصلات خارجية
- الموقع الرسمي